# La Victoire en chantant
Cet article concerne le film. Pour la sculpture, voir La Victoire en chantant (sculpture).
Pour plus de détails, voir Fiche technique et Distribution.
La Victoire en chantant est un film franco-germano-helveto-ivoirien réalisé par Jean-Jacques Annaud, sorti en 1976. Le titre est emprunté au Chant du départ, que l'on entend pendant le générique, puis chanté par la troupe de militaires noirs.
Il reçoit l'Oscar du meilleur film étranger lors de la 49e cérémonie des Oscars en 1977, ce qui motiva une nouvelle sortie en France sous le titre Noirs et Blancs en couleur, traduction du titre anglais Black and White in Color.

## Synopsis
En Afrique-Équatoriale française, à la frontière du Cameroun allemand, début 1915 les postes militaires des deux nations cohabitent parfaitement. Le poste allemand, plus petit, vient se ravitailler auprès d'une épicerie du poste français tenue par Paul Rechampot (Jacques Dufilho). Les coloniaux manifestent un certain mépris pour les autochtones. Les missionnaires ne sont intéressés que par propager la foi à tout prix. Les militaires ont enrôlé des indigènes pour constituer des troupes.
Hubert Fresnoy (Jacques Spiesser) est un jeune botaniste-géographe, normalien de formation, qui fait figure d'intellectuel parmi les autres Français. Il est très déçu par l'ambiance morne et veule.
En recevant du courrier, le groupe de Français apprend que la guerre contre l'Allemagne a été déclarée 5 mois plus tôt en août 1914. Il en résulte un sursaut de nationalisme qui doit s'exercer contre le poste allemand. Pourtant, Hubert Fresnoy les met en garde.
Le sergent Bosselet (Jean Carmet) déclare la mobilisation sans enthousiasme, mais le sursaut patriotique galvanise tout le groupe. Les Africains sont enrôlés manu militari. Des prénoms chrétiens leur sont imposés. Après un entrainement sommaire des Africains, les Français les emmènent à la conquête du poste allemand. Sûrs de leur victoire en raison de leur forte supériorité numérique, ils se sont fait accompagner par les civils et les épouses, portés à dos d'homme. Ils poussent le ridicule jusqu'à assimiler la traversée d'un minuscule marigot séparant les deux territoires au franchissement du Rhin. Les civils s'installent sous un arbre à l'ombre et pique-niquent pour observer l'attaque du poste allemand. Hubert veut aller parlementer avec les Allemands, mais le groupe des Français l'en empêche. C'est pendant le copieux pique-nique qu'ils entendent des bruits de mitrailleuses que les Allemands utilisent pour se défendre.
Le groupe de Français s'enfuit, sans même soigner les Africains qui ont été tués ou blessés. Le sergent Bosselet se replie et tout le monde rentre au village. Malgré ses intentions initialement pacifiques, Hubert essaie d'organiser une riposte. Il réquisitionne les vivres de l'épicerie que Réchampot avait essayé de dissimuler. Il obtient du chef de tribu que son peuple aille capturer des Africains de la savane pour grossir les effectifs. Ils rallient un grand nombre d'Africains en leur faisant une démonstration de vélo, leur laissant croire que c'est le dieu des Blancs qui réussit à les faire rouler.
Hubert mène une nouvelle attaque contre le poste allemand qui résiste toujours grâce à sa mitrailleuse. La saison des pluies arrive et le terrain se met à ressembler aux tranchées européennes. Une troupe étrangère s'approche. En fait, ce sont des Britanniques qui viennent annoncer que la colonie allemande a capitulé et que son territoire a été attribué au Royaume-Uni. Tout le monde fraternise en oubliant complètement ce qui s'est passé. Réchampot révèle bien l'esprit de l'époque en concluant que « la seule différence est que les nègres qui étaient allemands, ils tournent anglais ». Hubert trouve chez les Allemands un jeune diplômé de son âge dans lequel il se reconnaît tout à fait et avec lequel il fraternise.

## Fiche technique
- Titre original français : La Victoire en chantant
- Titre français nouvelle sortie : Noirs et Blancs en couleur[1]
- Titre ouest-allemand : Sehnsucht nach Afrika[1]
- Réalisateur : Jean-Jacques Annaud
- Scénario : Georges Conchon et Jean-Jacques Annaud
- Montage : Jean-claude huguet
- Décors : Max Douy
- Maquillage : Gisèle Jacquin
- Directeur de la photographie : Claude Agostini
- Assistant réalisateur : Dominique Cheminal
- Son : Alain Curvelier
- Musique : Pierre Bachelet
- Producteurs : Arthur Cohn, Jacques Perrin et Giorgio Silagni
- Sociétés de production : Artco-Film, FR3, Reggane Films, Smart Film Produktion, Société française de production et Société ivoirienne de cinéma
- Distribution : France : AMLF, États-Unis : Allied Artists Pictures
- Pays d'origine :  France,  Côte d'Ivoire,  Allemagne de l'Ouest,  Suisse
- Durée : 90 minutes
- Genre : comédie noire, guerre
- Dates de sortie[1] :
  - France : 22 septembre 1976

## Distribution
- Jean Carmet : le sergent Bosselet
- Jacques Dufilho : Paul Rechampot
- Jacques Spiesser : Hubert Fresnoy
- Catherine Rouvel : Marinette
- Dora Doll : Maryvonne
- Maurice Barrier : Caprice
- Claude Legros : Jacques Rechampot
- Jacques Monnet : Père Simon
- Benjamin Memel Atchory : Assomption
- Peter Berling : Père Jean de la Croix
- Mahus Beugre Boignan : Barthélémy
- Jean-François N'Guessan : Marius
- T. Kouao : John
- Natou Koly : Charlotte
- Baye Macoumba Diop : Lamartine
- Dieter Schidor : Kraft
- Aboubakar Toine : Fidèle
- Marc Zuber : le major anglais
- Klaus Huebl : Haussman
- Helmut Fiker
- Bertin Kouakou

## Production

### Tournage
Le tournage a lieu du 26 janvier 1976 à mars 1976 dans le nord de la Côte d'Ivoire, autour du village de Niofoin, en pays sénoufo.

## Autour du film
- Lors de sa sortie en salles en France en septembre 1976, le film ne connaît pas le succès escompté. Cela ne l'empêche pas d'être sélectionné aux Oscars 1977 dans la catégorie du meilleur film en langue étrangère pour la Côte-d'Ivoire, qu'il obtiendra. Jean-Jacques Annaud affirmera n'avoir « jamais vu cet oscar ». C'est Arthur Cohn, l'un des producteurs du film, qui est allé le chercher, ne voulant pas que Jean-Jacques Annaud y aille car les Américains pensaient qu'il était noir. Daniel Toscan du Plantier, producteur du film nommé pour la France, Cousin, Cousine, film favori dans la catégorie, avec sa femme Marie-Christine Barrault en vedette, crie à la « magouille » et porte plainte auprès des Oscars, en vain[3]. Lors de sa ressortie en salles sous un nouveau titre en France, il ne connaîtra pas plus de succès.
- La Victoire en chantant permet de mettre en vedette Jean Carmet, Jacques Dufilho et Jacques Spiesser dont les deux premiers étaient entre autres cantonnés aux seconds rôles (Carmet avait eu le rôle principal du film Dupont Lajoie, d'Yves Boisset en 1975).
- L'échec du film ne décourage pas Jean-Jacques Annaud, qui, deux ans plus tard, réalise Coup de tête (sur un scénario de Francis Veber) avec Patrick Dewaere, lequel est un succès.
- Connu à l'époque comme compositeur de musiques de films (notamment Emmanuelle), Pierre Bachelet collabora deux fois avec Jean-Jacques Annaud : pour La Victoire en chantant et pour Coup de tête. Le Chant du départ est interprété par Georges Thill[4].

## Distinctions
Source : Internet Movie Database
- Oscars 1977 : meilleur film en langue étrangère pour la Côte-d'Ivoire
- Festival du film de Taormine 1977 : en compétition pour le Charybde d'or